# Сумчина

Сумчина — река в России, протекает в Нагорском и Белохолуницком районах Кировской области. Устье реки находится в 1004 км по правому берегу реки Вятки. Длина реки составляет 33 км, площадь водосборного бассейна 213 км². 
Исток реки на Верхнекамской возвышенности в урочище Гавриловцы в 5 км к северо-востоку от деревни Зуевцы (Мулинское сельское поселение) и в 45 км к северо-востоку от Нагорска. Река течёт на юго-восток, затем на юг. Русло сильно извилистое. Верхнее течение лежит в Нагорском районе, нижнее — в Белохолуницком. Всё течение проходит по ненаселённому заболоченному лесу, в среднем течении на берегу покинутое село Сумчино. Притоки - Межнистый Лог, Малая Сумчина, Половинная (правые); Избяной Лог, Речушка (левые). Впадает в Вятку в 5 км к северо-востоку от посёлка Подрезчиха. Ширина реки перед устьем — 10 метров.

## Данные водного реестра
По данным государственного водного реестра России относится к Камскому бассейновому округу, водохозяйственный участок реки — Вятка от истока до города Киров, без реки Чепца, речной подбассейн реки — Вятка. Речной бассейн реки — Кама.
По данным геоинформационной системы водохозяйственного районирования территории РФ, подготовленной Федеральным агентством водных ресурсов:
- Код водного объекта в государственном водном реестре — 10010300212111100030337
- Код по гидрологической изученности (ГИ) — 111103033
- Код бассейна — 10.01.03.002
- Номер тома по ГИ — 11
- Выпуск по ГИ — 1